# USS North Carolina (BB-55)
La USS North Carolina (BB-55) fu una corazzata della U.S. Navy, la capoclasse delle due navi della classe North Carolina, e fu la prima nuova corazzata a entrare in servizio durante la seconda guerra mondiale, in seguito all'attacco giapponese a Pearl Harbor. La USS Washington era la sua nave gemella. Essa è stata la quarta nave della U.S. Navy ad essere chiamata in onore dello stato della Carolina del Nord. La USS North Carolina ha partecipato a tutte le principali offensive navali nel teatro del Pacifico. Attualmente riposa come nave museo a Wilmington, North Carolina.